# Reuland
Reuland (en luxemburguès: Reiland; en alemany: Reuland) és una vila de la comuna de Heffingen situada al districte de Luxemburg del cantó de Mersch. Està a uns 18 km de distància de la ciutat de Luxemburg.